# Agonum charmis
Agonum charmis är en skalbaggsart som beskrevs av Bates. Agonum charmis ingår i släktet Agonum och familjen jordlöpare. Inga underarter finns listade i Catalogue of Life.